# FIFA Manager 07
FIFA Manager 07 é um jogo eletrônico de futebol lançado em novembro de 2006, desenvolvido pela Bright Future e publicado pela Electronic Arts, em que você vive a vida de um dirigente de futebol. Nisso, você tem a chance de criar o plantel do time, fazendo as finanças, merchandising, entre outros.